# Max Linder
Max Linder (Gabriel Leuvielle) (Saint-Loubès, 1883 - Paris, 1925) foi um ator de cinema francês da era do cinema mudo.

## Biografia
Max Linder pode ser considerado o pai da primeira geração de comediantes do cinema norte-americano, especialmente de Charles Chaplin, que o estudou profundamente. Sua linguagem, ainda incipiente, era a câmera parada acompanhando o que acontecia no quadro, o chamado “Teatro filmado”. Uso de poucos cenários, quando não um único. Sua comicidade não se baseava em oscilação de extremos e no buslesco, mas sim pelo movimento e uma fina observação psicológica na criação do personagem.
Depois de desenvolver e estudar diferentes personagens, Linder encontrou seu “alter-ego cinematográfico” no personagem Max, um homem urbano, de chapéu e terno elegantes que constantemente se dava mal por ser um típico bon vivant e correr atrás de belas garotas. Com a criação de um personagem fixo Max Linder se tornou uma figura cômica, ou melhor, a primeira figura reconhecível ao público da história do cinema. 
Como exemplo do estilo de Max Linder temos o curta-metragem Max et la doctoresse (1909) no qual Max vai até o consultório de uma médica e, sem demora ou excentricidade nos movimentos, o público descobre as maliciosas intensões do galante malandro. 
Cometeu suicídio no auge de sua carreira.
Seu verdadeiro nome era Gabriel Leuvielle Maximilien e fez sua primeira aparição no cinema em 1905. Foi o maior sucesso comediante do seu país e na Europa no período anterior à Primeira Guerra Mundial e da Aparecimento de Charles Chaplin, que mais tarde reconheceu como um discípulo.
Encarna um ilustre personagem de aparência, elegante no vestir (que ele fez muito bem apreciado pelo público feminino da época, foi protagonista de algum tumulto durante suas aparições em público), que se via atrapalhado com os mais insólitos enredos amorosos. O seu sucesso levou-o logo em 1912 a ser o actor mais bem pago em França. Já por nesta altura ensaiou a direcção de  alguns filmes, actividade em que ele se mostrou igualmente hábil.
Foi chamado às fileiras do exército do seu país durante a I Guerra Mundial, e nela, como muitos milhares de soldados, foi vítima dos gases asfixiantes utilizados durante a guerra. A sua participação no conflito deixou-lhe feridas físicas e emocionais que alteraram a sua saúde e prejudicaram a sua carreira cinematográfica. O boato da sua morte nas trincheiras tinha provocado no seu público, entretanto, uma verdadeira histeria.
Em 1916, mudou-se para os Estados Unidos contratado pela Essanay Studios, que também contava entre os seus actores com Charles Chaplin, que já conhecia. Sem o sucesso que esperava, ele retornou à França em 1918.
Protagoniza três filmes num segundo retorno a Hollywood em 1919, incluindo "L'étroit mosquetaire" (conhecida nos Estados Unidos como os The Three Must -Get-Theres, ambos jogos de palavras com o título da obra de Alexandre Dumas (pai), Os Três Mosqueteiros). 
De regresso ao seu país, Max Linder foi conduzido entre outros por Abel Gance em 1924 num filme curioso, que combina comédia e horror: Au secours! (Help!), Onde podem apreciar-se os seus amplos dotes como actor. 
Vítima frequente de depressão, que o levaram ao uso de drogas, fez um pacto suicida com sua esposa, a jovem Jean Peters, com quem tinha casado em 1923. Em 31 de Outubro de 1925 Max Linder cortou as veias da sua esposa, antes de fazê-lo a si.
Condenado por gerações posteriores a um quase total esquecimento, a apresentação em 1963, do filme Na Companhia Max Linder, reivindicando a sua obra a partir dos esforços de sua filha Maud Linder. O filme, narrado pelo famoso diretor francês René Clair, foi apenas o início de uma reavaliação do que fez Max Linder entre os grandes nomes do cinema mundial.